# Cao nguyên
Trong địa chất học, địa lý học và một vài khoa học Trái Đất khác, cao nguyên là một khu vực tương đối bằng phẳng, có sườn dốc và thường có độ cao tuyệt đối trên 500 m, bị hạn chế bởi các vách bậc hay sườn dốc rõ nét với vùng đất thấp xung quanh. Cao nguyên bị xâm thực mạnh được gọi là cao nguyên bị chia cắt. Cao nguyên núi lửa là cao nguyên được tạo ra từ hoạt động núi lửa.
Cao nguyên lớn nhất và cao nhất thế giới là cao nguyên Thanh Tạng, được coi là "mái nhà của thế giới" với diện tích khoảng 2,5 triệu km² và độ cao trung bình trên 4.500 m, hiện nay vẫn đang được tiếp tục hình thành do va chạm của mảng kiến tạo Ấn-Úc và mảng kiến tạo Á-Âu. Độ cao của cao nguyên này là đủ để đảo ngược các chu trình đối lưu Hadley và đẩy lùi các trận gió mùa từ Ấn Độ về phía nam.

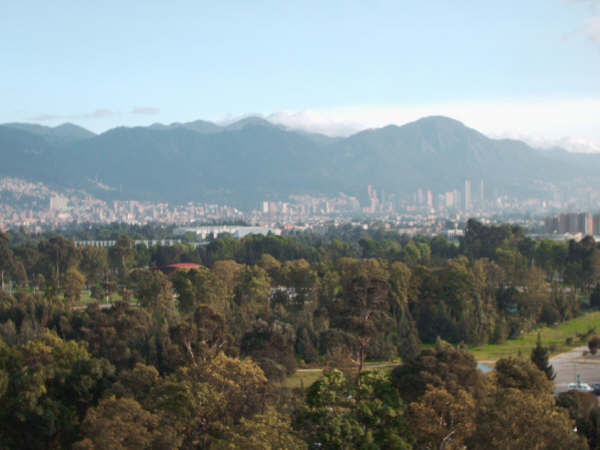
Bogotá, Colombia nằm trên một cao nguyên trên độ cao hơn 2.600 m (8.530 ft).

## Lịch sử
Cao nguyên hình thành do sự phá huỷ lâu dài của quá trình phong hóa các nền đá mẹ khác nhau hoặc do một lớp dung nham núi lửa phun trào, phủ dày trên mặt địa hình cũ trong điều kiện nâng không đều và tương phản của địa hình.

## Cao nguyên trong đại dương
Thuật ngữ cao nguyên cũng được dùng để miêu tả các thành hệ địa chất dưới đáy biển. Một vài cao nguyên dưới đáy biển, như cao nguyên Seychelles, là các mảnh của lớp vỏ lục địa nằm tách rời ra khỏi các lục địa; chúng là tương tự như các thềm lục địa. Các cao nguyên khác, như cao nguyên Ontong Java là tỉnh đá lửa lớn với thành phần là các loại bazan bậc thang.

## Cao nguyên ở Việt Nam
Ở Việt Nam có các loại cao nguyên như:
- Cao nguyên bào mòn: Cao nguyên Mộc Châu.
- Cao nguyên bazan: Cao nguyên Bảo Lộc (Lâm Đồng), Cao nguyên Buôn Ma Thuột (Đắk Lắk)...

Ngoài ra, ở Việt Nam còn có một cao nguyên rất đặc biệt, được nhiều người biết đến bởi tên gọi rất dân dã, đó là Cao nguyên đá (tức Cao nguyên Đồng Văn ở tỉnh Hà Giang.)